# Elezioni parlamentari a Singapore del 2025
Le elezioni parlamentari a Singapore del 2025 si sono tenute il 3 maggio per il rinnovo del Parlamento di Singapore, l’organo legislativo del paese.
Esse sono state indette in anticipo rispetto alla scadenza naturale della legislatura, prevista per la seconda parte del 2025, su volere preannunciato dello stesso Primo ministro, Lawrence Wong, al fine di verificare l’esistenza di un sostegno popolare per l’attuazione delle sue politiche.
Le elezioni hanno determinato l’ennesima vittoria della Partito d'Azione Popolare (PAP) che, guidato stavolta dal Primo ministro Lawrence Wong (un membro esterno alla famiglia-fondatrice dei Lee, la quale aveva guidato la nazione tramite il partito politico sin dalla sua indipendenza), è riuscito in questo modo a riconfermare e migliorare la sua super-maggioranza parlamentare, ottenendo ben 87 seggi su 97.

## Sistema elettorale
Per le elezioni parlamentari, la legge elettorale singaporiana prevede l’attuazione di un sistema elettorale diversificato a base maggioritaria, sebbene solo per l’elezione diretta di 97 seggi, in quanto i restanti (fino ad un massimo di 12, qualora altri partiti politici non ottengano rappresentanza), sono attribuiti ex-officio ai “migliori candidati perdenti” dell’intera tornata elettorale (localmente noti come Best-performing candidates), al fine di compensare, in questo modo, eventuali squilibri derivanti dal voto. Ciò fa sì che quest’ultimi ottengano lo status di Non-constituency Member of Parliament (NCMPs) o “Membri del Parlamento non-collegiali”, ed entrino in Parlamento come eguali ai loro colleghi eletti (salvo che nel salario), pur senza rappresentare una specifica circoscrizione elettorale. 
Infine, per quanto non strettamente rilevante con l’elezione in sé, alcuni membri — fino ad un massimo di 9 — possono essere posteriormente nominati, ma non necessariamente, dalla Presidenza della Repubblica, su iniziativa di una specifica commissione parlamentare, per alti meriti, aggiungendosi così agli eletti ed ai non-collegiali con la denominazione di “Nominated Member of Parliament” (NMPs), sebbene con prerogative anche qui limitate.
Nei riguardi invece dei membri direttamente eletti, si è detto, il sistema prevede invece due modalità in base al tipo di collegio elettorale (il cui numero è per giunta variabile e riorganizzato in base a raccomandazioni interne tra le agenzie governative):
- 15 seggi vengono eletti, in altrettanti collegi uninominali, secondo il sistema maggioritario secco, in cui risulta eletto il candidato che abbia ottenuto semplicemente il maggior numero di voti (Plurality);

- I restanti 82 seggi sono invece eletti in 18 collegi plurinominali (di cui 8 da 4 membri ciascuno e 5 da 10) secondo il sistema maggioritario illimitato (o "a blocchi"), in cui risultano eletti tutti i candidati della sola lista elettorale (c.d. listino) che abbia ottenuto il maggior numero di voti (Plurality). Peculiarità di questa tipologia di circoscrizioni elettorali, infine, è l’obbligo di presentare almeno un candidato proveniente da una delle minoranze etniche del paese (cinesi, malesi, indiani ecc...).[3]

## Contrassegni elettorali
| Partito d'Azione Popolare        | Partito dei Lavoratori            | Partito del Progresso di Singapore |
| Partito Democratico di Singapore | Partito di Solidarietà Nazionale  | Partito della Riforma              |
| Partito del Popolo di Singapore  | Alleanza Democratica di Singapore |                                    |
| Red Dot United                   | Partito del Potere Popolare       |                                    |

## Risultati
| Partito d'Azione Popolare (PAP)          | 1 570 803 | 65,57 | 87 |  |  |  |
| Partito dei Lavoratori (WP)              | 359 161   | 14,99 | 10 |  |  |  |
| Partito del Progresso di Singapore (PSP) | 117 005   | 4,88  | —  |  |  |  |
| Red Dot United (RDU)                     | 94 955    | 3,96  | —  |  |  |  |
| Partito Democratico di Singapore (SDP)   | 89 053    | 3,72  | —  |  |  |  |
| Partito della Riforma (PAR)              | 60 207    | 2,51  | —  |  |  |  |
| Alleanza Democratica di Singapore (SDA)  | 29 213    | 1,22  | —  |  |  |  |
| Partito del Popolo di Singapore (SPP)    | 28 205    | 1,18  | —  |  |  |  |
| Partito Unito di Singapore (SUP)         | 15 874    | 0,66  | —  |  |  |  |
| Partito del Potere Popolare (PPP)        | 15 525    | 0,65  | —  |  |  |  |
| Partito di Solidarietà Nazionale (NSP)   | 3 127     | 0,13  | —  |  |  |  |
| Indipendenti (IND)                       | 12 537    | 0,52  | —  |  |  |  |
| Totale                                   | 2 395 665 | 100   | 97 |  |  |  |
|                                          |           |       |    |  |  |  |
| Voti non validi                          | 42 945    | 1,76  |    |  |  |  |
| Votanti                                  | 2 438 610 | 92,83 |    |  |  |  |
| Elettori                                 | 2 627 026 |       |    |  |  |  |

| Riepilogo dei voti (+/- elezioni 2020)  | Riepilogo dei voti (+/- elezioni 2020) | Riepilogo dei voti (+/- elezioni 2020) | Riepilogo dei voti (+/- elezioni 2020) | Riepilogo dei voti (+/- elezioni 2020) | Riepilogo dei voti (+/- elezioni 2020) | Riepilogo dei voti (+/- elezioni 2020) |
| --------------------------------------- | -------------------------------------- | -------------------------------------- | -------------------------------------- | -------------------------------------- | -------------------------------------- | -------------------------------------- |
| Partito d'Azione Popolare               | Partito d'Azione Popolare              | Partito d'Azione Popolare              |                                        |                                        | 65,57%                                 | ▲ 4,34                                 |
| Partito dei Lavoratori                  | Partito dei Lavoratori                 | Partito dei Lavoratori                 |                                        |                                        | 14,99%                                 | ▲ 3,77                                 |
| Partito del Progresso di Singapore      | Partito del Progresso di Singapore     | Partito del Progresso di Singapore     |                                        |                                        | 4,88%                                  | ▼ 5,30                                 |
| Red Dot United                          | Red Dot United                         | Red Dot United                         |                                        |                                        | 3,96%                                  | ▲ 2,71                                 |
| Partito Democratico di Singapore        | Partito Democratico di Singapore       | Partito Democratico di Singapore       |                                        |                                        | 3,72%                                  | ▼ 0,73                                 |
| Partito della Riforma                   | Partito della Riforma                  | Partito della Riforma                  |                                        |                                        | 2,51%                                  | ▲ 0,32                                 |
| Altri (<1,25%)                          | Altri (<1,25%)                         | Altri (<1,25%)                         |                                        |                                        | 3,84%                                  |                                        |
| Indipendenti                            | Indipendenti                           | Indipendenti                           |                                        |                                        | 0,52%                                  | ▲ 0,49                                 |
| Riepilogo dei seggi (+/- elezioni 2020) |                                        |                                        |                                        |                                        |                                        |                                        |
|                                         |                                        |                                        |                                        |                                        |                                        |                                        |
| WP                                      | 10                                     | ━                                      |                                        | NE                                     | 11                                     | ━                                      |
| PAP                                     | 87                                     | ▲ 4                                    |                                        |                                        |                                        |                                        |